# Сатиев, Нариман
Нариман Сатиев (1991, Дагестанская АССР, РСФСР, СССР — 28 августа 2010, Хасавюрт, Дагестан, Россия) — российский тайбоксер. Трехкратный чемпион мира по тайскому боксу.

## Карьера
Родился в Дагестане. В 2006 году стал чемпионом России по тайскому боксу, в 2008 году – бронзовым призёром чемпионата мира в Пусане. В 2008 году по приглашению челябинской областной федерации тайского бокса, перебрался на постоянное место жительства в столицу Южного Урала. Он представлял Челябинскую область на крупных всероссийских и международных турнирах. Также был чемпионом мира и Европы среди юниоров.

## Смерть
Он был лидером бандформирования и числился с 7 июля 2010 года в федеральном розыске за убийство, разбой, незаконный оборот оружия и другие преступления. 28 августа 2010 года в районе села Куруш Хасавюртовского района автомобиль Лада Приора без номерных знаков, где находился Сатиев обстрелял сотрудников МВД и скрылся, машину удалось настичь в Хасавюрте, где он вместе с 21-летний Камалом Мурзабековым и 19-летний Арсланбеком Султанбековым был убит в ходе перестрелки с силовиками на улице Грозненской.

## Личная жизнь
По национальности — кумык.

## Достижения
- Чемпионат России по тайскому боксу 2006 — ;
- Чемпионат мира по тайскому боксу 2008 — ;